# Annifo
Annifo è una frazione del comune di Foligno (PG), appartenente alla Circoscrizione n. 7 "Annifo - Colfiorito".
Il paese si trova a 874 m s.l.m., sulle piane orientali dell'altopiano di Colfiorito, a pochi km di distanza da Colfiorito, lungo la strada che collega la Strada statale 77 della Val di Chienti con Nocera Umbra e la via Flaminia. 
La strada che conduce da Colfiorito ad Annifo delimita due diverse zone, la prata e la prata de martu, ed è dominata dall'imponente monte Pennino (1.560 m).
Il paese conta 244 abitanti (dati Istat, censimento 2001), perlopiù residenti sull'altopiano.
Il paese assume una peculiare forma a ferro di cavallo, nella quale, a dispetto delle modeste dimensioni, si possono identificare una serie di microquartieri dai caratteristici nomi: lu Colle, lu Castellu, le Fosse, la Villa, la Cesola, Coderone, Curuncìllu (talvolta italianizzato in Coderoncino) e al di sotto del paese, sulla strada per giungervi, la Moia.

## Storia
Le più remote testimonianze di presenza umana in zona sono da identificarsi nei castellieri, sorta di terrapieni ovali e circondati da un argine, posti generalmente sulle cime circostanti, costruiti a partire dal VII secolo a.C. 
Un certo numero di tombe e necropoli permettono di rintracciare la presenza di una raffinata civiltà, quella degli umbri plestini.
I romani considerarono l'altopiano di estrema importanza, ed anche i luoghi circostanti ad Annifo (prata de Martu, prati di Marte) segnalano questa presenza.
Il nome del luogo, Annifo, potrebbe far pensare, come etimo, dalla contrazione di Hannibal fuit, ovvero Annibale ci passò, in riferimento alla battaglia sostenuta tra i cartaginesi ed i romani in queste zone, durante la guerra punica del 217 a.C. Questa ipotesi è stata smentita dal prof. Raffaele Amici in quanto il nome originario in lingua umbra è Nifu.
Intorno all'anno 1000 sorsero alcuni monasteri nei dintorni del monte Pennino, tra cui San Pietro di Landolina. Sappiamo che nel 1114, Monaldo di Bucco e Rodolfo di Lamberto, conti longobardi di Postignano (Nocera Umbra), attribuirono il monastero alla Canonica della cattedrale di Foligno.
Nel XII secolo Foligno estese i suoi confini fino ad Annifo (Andifo), anche se la diocesi di riferimento rimase sempre quella di Nocera, almeno fino al 1938.
Nel 1343 venne costruito il Castello da Ugolino e Corrado Trinci e, nel secolo successivo, alcuni piccoli villaggi componevano il paese: Colle, Fosse, Villa Valgiana, Coderone, Talogna e Villalba (questi ultimi due ora semi-abbandonati).
La religiosità dei luoghi è sempre stata alta, se è vero che si contano ben tre confraternite, a partire dal XVI secolo.
In seguito al terremoto del 26 settembre 1997, gran parte del paese è andata distrutta, fortunatamente senza provocare vittime.
Grande rilievo ha costituito, il 3 gennaio 1998, la visita di papa Giovanni Paolo II, allo scopo di rinforzare il morale della popolazione, debilitato dalle persistenti scosse sismiche. Memorabile la visita del Papa in un umile container, a cui la anziana occupante si rivolse con un semplice quanto efficace Padre.

## Economia e manifestazioni
L'agricoltura è stata la principale fonte di sostentamento per la popolazione, che ha comunque sempre goduto di un certo livello di autosufficienza.
Frate Andrea da Faenza fondò ad Annifo nel 1492 il Monte Frumentario, un'istituzione che doveva servire a calmierare i prezzi del frumento e dei cereali, grazie al prestito alla semina vincolato alla restituzione al momento del raccolto.
Nel 1934 nacque ufficialmente la "Banda Santa Cecilia" di Annifo, che vive tuttora e che presenzia alle molte manifestazioni, religiose e non, che si tengono durante l'anno.
Negli anni '60 la popolazione si spostò in gran parte verso la città, per le maggiori opportunità offerte. Solo recentemente si sta verificando la tendenza inversa, con un flusso migratorio opposto.
Le produzioni locali di patata rossa e lenticchia sono rinomate in tutta Italia, mentre anche la pastorizia e le attività lattiero-casearie derivanti dall'allevamento bovino ed ovino compongono una buona parte degli introiti locali.
Va ricordata la Sagra del paese, Sette giorni in montagna, che si svolge ogni anno nella prima metà d'agosto, dal 1980.
A settembre si celebra la Natività di Maria, con una festa detta de la Madonna de Lu Pianu, poiché si svolge nella pianura prospiciente al cimitero di Annifo. La festa unisce sacro e profano, con Messa solenne al mattino e giochi al pomeriggio. È una festa che vanta una lunga tradizione, e che celebra la fine dell'estate.

## Monumenti e luoghi d'interesse

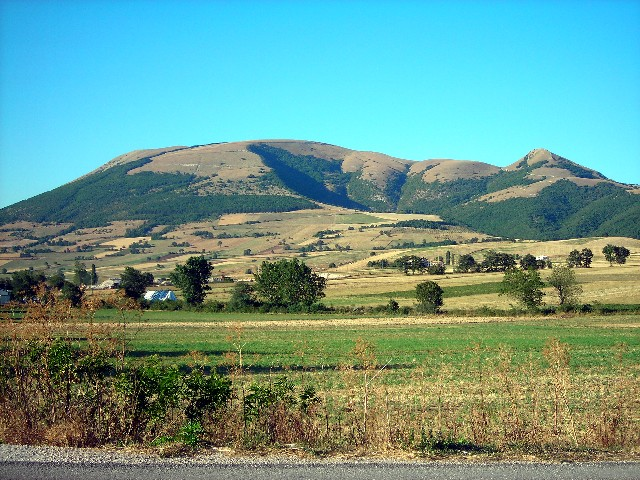
Il monte Pennino visto dall'altopiano

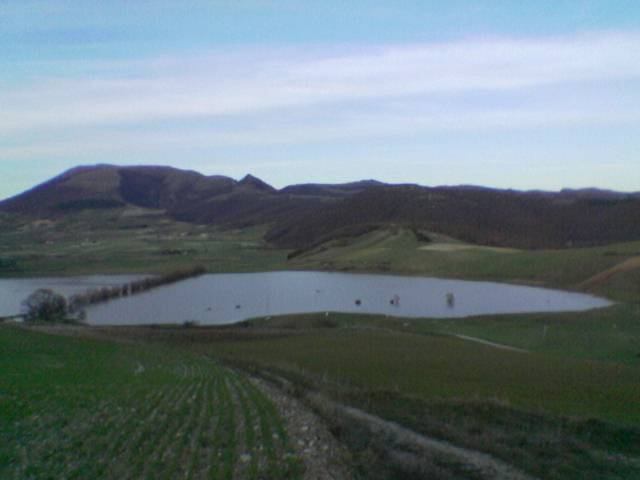
Il lago invernale sulla piana di Annifo

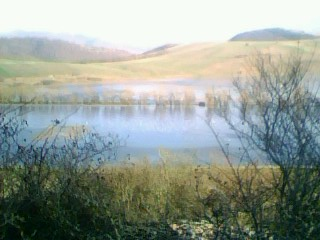
Piana di Annifo in inverno

- Castellaro di Talogna, a 965 m s.l.m.;
- Castello di Annifo (XIV secolo), di cui rimangono solo pochi resti;
- Chiesa di Sant'Elena, presso la Villa: contiene la Biblioteca di Annifo, nata in seguito alle donazioni dopo il terremoto del 1997, ed ulteriormente arricchitasi negli anni grazie a donazioni private;
- Chiesa di San Pietro, presso le Fosse, contiene al suo interno affreschi del '500 ed una croce di oreficeria del '400;
- Chiesa della Madonna del Piano, presso il cimitero;
- Monte Pennino.

## Sport
- Trekking;
- Mountain bike;